# Csernek (Bród-Szávamente megye)
Csernek (horvátul: Cernik) falu és község Horvátországban, Bród-Szávamente megyében. A község a Dessewffy család ősi birtoka volt, innen kapta a család az egyik nemesi előnevét.

## Fekvése
Bródtól légvonalban 51, közúton 59 km-re északnyugatra, Pozsegától   légvonalban 23, közúton 27 km-re délnyugatra, a Psunj-hegység déli és a Pozsegai-hegység nyugati lejtői alatt, Újgradiska északi szomszédságában, a Šumetlica-patak partján fekszik.

## A község települései
A községhez Baćin Dol, Banićevac, Csernek, Giletinci,
Golobrdac, Opatovac, Opršinac, Podversa, Sinlije,
Šagovina Cernička és Šumetlica települések tartoznak.

## Története
Csernek az ősidők óta lakott. A Szlavica-dombon és Šagovina Cernička faluban az újkőkorszaki Starčevo-kultúrából származó leleteket találtak. A római korban Pannonia provinciához tartozott. A kettéosztáskor Felső-Pannonia (Pannonia Superior), a négy részre osztáskor Savia (Pannonia Savia) része lett. Jelentősebb római lelőhelyeket Baćin Dol és Podvrško falvak területén találtak.
Csernek nevének első okleveles említése „Chernik Campus” (Csernek mezeje) néven 1255-ből származik, de Cserneknek mint településnek az első említése csak 1363-ból való. A település azonban ennél minden bizonnyal sokkal régebbi, hiszen úgy tartják, hogy az itt álló Szűz Mária plébániatemplom 12. századi eredetű. Engel Pál szerint 1380 és 1525 között a Borics nembeli cserneki Dezsőfi (másképpen Dessewffy, horvátul Desislavić vagy Dežević) család tulajdonában volt. Csernek középkori vára 1372-ben tűnik fel először az oklevelekben. 1514-ben húsz környékbeli falu tartozott az uradalmához. Ekkor már két településként „Felseö- et Also Czernek” néven említik. Felsőcserneken állt a Szűz Mária templom és a Dezsőfiek kastélya is. Csernek 1520-ban II. Lajos királytól vásártartási jogot kapott.
1536-ban a közeli várakkal együtt elfoglalta a török. A török uralom alatt mezővárosként az újjászervezett uradalom központja és szandzsákszékhely lett. A szandzsákhoz tartoztak akkoriban Bijela Stijena, Kraljeva Velika, Dijanovec (a mai Okucsány), Pakrác, Subocka, Sirač, Stupčanica (Veliki Bastaji mellett) és a Daruvár melletti Dobrakutya települések mintegy hétezer házzal. Evlija Cselebi is járt itt. Leírása szerint 1539-ben Cserneket Mehmed bég Jahjapasa birtokolta. A szandzsák 800 harcosa a boszniai pasának volt alárendelve. Itt volt a kádi székhelye is. Gazdaságilag nem tartozott a jövedelmező szandzsákok közé, mivel kiadásai magasak, bevételei alacsonyak voltak. Maga a város kiterjedt szőlőhegyek és kertek közötti síkságból kiemelkedő alacsony dombon négyszög alakban, szilárd falakkal megerősítve feküdt a Sumlecsa (Šumetlica) partján. A városban fegyverraktár, gabonaraktár és a bég udvarháza állt, melyben a bég és várparancsnok dizdár lakott. Szulejmánhán szultánnak állt itt egy kisméretű dzsámija. A városkapu előtti árkot egy kis fűggő fahíd ívelte át. Ezen kívül Cselebi szerint tekke, azaz derviskolostor, három iskola, két han, azaz útmenti vendéglátóhely, egy kisebb fürdő és 150 üzlet volt a településen. A Šumetlicán számos malom működött és Cselebi szerint házai és kertjei „földi paradicsomhoz voltak hasonlatosak”. A városnak főként muzulmán lakossága volt. Pezsgő élet folyt itt fejlett kézművességgel és kereskedelemmel. A ferencesek kezdetben a megmaradt a keresztény lakosságot a városon kívül egy hársfához gyűjtötték össze, ahol később felépítették ispotályukat. Ezután egy fatemplom épült ide, a mai Szent Lénárd templom helyére. 1623-ban a cserneki plébánia a velikei ferences kolostor igazgatása alá tartozott. Közben 1595-ben a Herberstein és Lenkovich vezette keresztény sereg átmenetileg már visszafoglalta a cserneki várat, de a térség csak 1691-ben szabadult fel végleg a török uralom alól. A török uralom alól felszabadított szlavóniai települések 1698-as összeírásában oppidumként „Czernik” néven szerepel.
A felszabadítás után előbb kamarai birtok volt, majd 1707-től Petrás Miksa báró birtoka. A Petrás családtól Cserneket 1753-ban, nemes Markovich Márk vette meg, akinek István nevű fia a várat barokk várkastéllyá építtette át. 1798-tól tulajdonosai gyakran változtak. Az önálló cserneki plébániát 1726-ban alapították újra. 1728-ban felépítették a ferences kolostort és a Szent Péter tiszteletére szentelt fatemplomot. 1736-ban új, falazott templom építése kezdődött, 1751-ben pedig felépült a Szent Lénárd templom.
Az első katonai felmérés térképén „Dorf Czernek” néven található. Lipszky János 1808-ban Budán kiadott repertóriumában „Chernek (Mali és Veliki)” néven szerepel. 
Nagy Lajos 1829-ben kiadott művében „Czernek” néven 162 házzal, 1056 katolikus, 15 ortodox, 29 zsidó vallású lakossal találjuk.
1857-ben 412, 1910-ben 641 lakosa volt. Az 1910-es népszámlálás szerint lakosságának 84%-a horvát, 5%-a német, 4%-a olasz, 2-2%-a magyar és cseh, 1%-a szerb anyanyelvű volt. Pozsega vármegye Újgradiskai járásának része volt. Az első világháború után 1918-ban az új szerb-horvát-szlovén állam, majd később (1929-ben) Jugoszlávia része lett.
1991-től a független Horvátországhoz tartozik. 1991-ben lakosságának 93%-a horvát, 8%-a szerb nemzetiségű volt. 2011-ben a településnek 699, a községnek összesen 1975 lakosa volt.

## Lakossága
| Csernek lakosságának változása | Csernek lakosságának változása | Csernek lakosságának változása | Csernek lakosságának változása | Csernek lakosságának változása | Csernek lakosságának változása | Csernek lakosságának változása | Csernek lakosságának változása | Csernek lakosságának változása | Csernek lakosságának változása | Csernek lakosságának változása | Csernek lakosságának változása | Csernek lakosságának változása | Csernek lakosságának változása | Csernek lakosságának változása | Csernek lakosságának változása |
| ------------------------------ | ------------------------------ | ------------------------------ | ------------------------------ | ------------------------------ | ------------------------------ | ------------------------------ | ------------------------------ | ------------------------------ | ------------------------------ | ------------------------------ | ------------------------------ | ------------------------------ | ------------------------------ | ------------------------------ | ------------------------------ |
| 1857                           | 1869                           | 1880                           | 1890                           | 1900                           | 1910                           | 1921                           | 1931                           | 1948                           | 1953                           | 1961                           | 1971                           | 1981                           | 1991                           | 2001                           | 2011                           |
| 1.410                          | 1.736                          | 1.679                          | 1.649                          | 2.108                          | 2.112                          | 1.713                          | 1.907                          | 2.131                          | 2.155                          | 2.252                          | 2.173                          | 1.998                          | 2.017                          | 1.839                          | 1.607                          |

### A község települései
| Horvát név        | Magyar név | Népesség (2011) |
| ----------------- | ---------- | --------------- |
| Baćin Dol         |            | 381             |
| Banićevac         |            | 223             |
| Cernik            | Csernek    | 1 607           |
| Giletinci         |            | 268             |
| Golobrdac         |            | 0               |
| Opatovac          |            | 332             |
| Opršinac          |            | 0               |
| Podvrško          |            | 294             |
| Sinlije           |            | 0               |
| Šagovina Cernička |            | 312             |
| Šumetlica         |            | 223             |

A 2011. évi népszámláláskor a lakosság 97,69 %-a horvát, 1,59 %-a szerb, 0,72 %-a egyéb nemzetiségű volt. A lakosság 96,73 %-a római katolikus, 1,59 %-a pedig ortodox vallású.

## Gazdaság
A község területe kedvező feltételeket biztosít az állattenyésztés fejlesztésére, szőlőtermesztésre, gyümölcstermesztésre és egészséges ételek előállítására. A török időkben a jó minőségű vajról, gyümölcsről és borról volt ismert. A felszabadítás utáni gazdaság is ezen alapult, de fejlődött a tégla, a fűrészáru, a zsindely, a mész gyártása főként a vár helyreállítása és a templom építése céljából. A 19. század közepén az építőipari termelést növelte a gőzgépek bevezetése. 1859-ben Baćindolban barnaszénbánya és ásványolajfeldolgozó üzem nyílt. Ez volt Horvátország első olajfúró és finomító üzeme. A 20. század elejére Csernek Szlavónia ezen részének ipari központjává vált. Új ipari létesítményeket hoztak létre, erdei vasutat építettek, új szénbányákat és gyárakat nyitottak. 1879-ben szeszgyárat, 1897-ben vegyiüzemet, 1900 körül faüzemet avattak. Vizimalmok és gőzmalmok működtek. Baćindolon gőzüzemű tégla és cserépgyár működött. Mindez a két világháború után megszűnt, ma Cserneken nincs számottevő ipari tevékenység.

## Nevezetességei
- Csernek vára valószínűleg a 14. században épült, első említése 1372-ben történt. 1536-ban elfoglalta a török, majd megerősítette. A Cserneki szandzsák központja volt. A keresztény seregek a 17. század végén foglalták vissza. A középkori várat annak megakadályozására, hogy a török újra elfoglalja és megerősítse lerombolták. Helyén építették fel a 18. században a ma is látható barokk várkastélyt,[8] melyet tulajdonosai többször átépítettek. Utolsó átépítése 1919-ben történt. A második világháború után az épületet magára hagyták és pusztulásnak indult. A honvédő háborúban súlyos sérüléseket szenvedett, sőt a golyóütötte nyomok most is jól megfigyelhetők. Az épület egyemeletes, négyszög alaprajzú, belső udvarral, sarkain kerek tornyokkal. A déli főhomlokzatot reprezentatív barokk kapuzat díszíti. Az épület belülről nem látogatható. A kastélyt övező parkot a mai igényeknek megfelelően szabadidős térré alakították át.
- A Szent Péter apostol plébániatemplom és a ferences rendház[9] 1730 és 1750 között épült barokk stílusban. A templom egyhajós, sokszögű, elnyújtott apszissal és az északi homlokzat melletti harangtoronnyal. A főhomlokzatot alul barokk kapuzat, pilaszterek és félköríves szoborfülkék tagolják. Felső részét lekerekített barokk attika díszíti. A kolostor homlokzatát négyszögletes ablaknyílások tagolják szemben a templom magasan elhelyezett félköríves ablakaival. A plébániatemplom belseje a 18. századból származik, későbarokk stílusban készült és kivételes művészeti értékkel bír. A templom fő szentélyében található a főoltár többrészes oltárpalával, amelyre Krisztust és az apostolokat ábrázoló kompozíciót festettek. A templomhajó déli falán a Szeplőtelen Szűz Mária és a Szentkereszt tiszteletére szentelt mellékoltárok vannak. Az északi fal mellett találhatók a páduai Szent Antal és az Assisi Szent Ferenc mellékoltárok. Valamennyi mellékoltár a 18. századból származik. A templom orgonája 16 regiszteres, 2 manuálos, Jan Tuček kutna horai cseh mester építette 1909-ben. A templom értékes miseruhákat és egy 1763-ban Bécsben készített kelyhet őriz.
- A ferences kolostor könyvtára mintegy 7500 kötetet, köztük két ősnyomtatványt, több 16. századi könyvritkaságot és több, 1850 előtt kiadott horvát nyelvű könyvet tartalmaz. Legértékesebb része a két ősnyomtatvány, amelyek 1490-ből valók: Aurelius Augustinus „De Trinitate” és Marcus Tullius Cicero „De inventione” című művei, melyek az egész világon csak kis példányszámban találhatók meg. A 16. századi gyűjtemény legrégibb darabja Hippói Szent Ágoston „Sermones” című művének 1505-ben Velencében kinyomtatott példánya. A könyvtárban megtalálható a Biblia régi horvát nyelvű kiadása Matija Petar Katančić 1831-es fordításában, valamint kaj és što nyelvjárású horvát szertartáskönyvek. Emellett a zenei gyűjteményben kézzel írott kantuálék és misálék is találhatók. A 18. században a kolostorban latin nyelvű iskola működött, ahol Mihovil Paunović atya vezetésével filozófiát és teológiát tanítottak. Leghíresebb diákja Matija Antun Relković író volt. A kolostorkertben török fülke található, mely még a régi török temetőből maradt itt.
- A Szent Lénárd templom a településtől 2 km-re található. A hagyomány szerint a török korban egy hársfa állt a helyén, mely alatt a megmaradt keresztények a ferencesek vezetésével összegyűltek. Később fából ispotályt és egy Szent Lénárd kápolnát építettek itt a ferences atyák. A mai falazott templomot a török kiűzése után, 1751/52-ben építették és 1952-ig működött, amikor lerombolták és az enyészetnek hagyták. Újjáépítése 2001-ben kezdődött.
- Szent Rókus kápolna
- A zsidó temető a település déli részén egy enyhe lejtésű domboldalban található. Az első zsidó telepesek a 18. században érkeztek ide. A történeti források szerint a temetőt 1800-ban alapították. A legrégibb sírfelirat 1871-ből származik, az utolsó temetés 1942-ben történt. Egyes sírfeliratok héber, német és horvát nyelvűek. A legrégibb sírkövek sztélé alakúak, a későbbiek obeliszk formájúak egészen a modern formákig. Egyes sírokat, amelyek leggyakrabban ugyanazon család tagjai, megkülönböztető jellemzőkkel ellátott fémkerítés zárja le. A sírok és műemlékek mellett a mauzóleumként épített Schmidek Schulzer család sírboltja[10] található, amely az építkezés idejének historizáló stílusú jellemzőit viseli. A formája a zsidó szakrális objektumok építészetére jellemző.
- Védett műemlék a település nyugati részén, a Bačic-patakon átívelő szecessziós vasbeton híd.[11] A híd 1913-ban építette a vukovári Josip Banhayer és fia építőipari és kereskedelmi vállalat Fran Funtak építész tervei alapján.

## Kultúra
A horvát olvasókör 1908-ban nyílt meg. A HPD „Tomislav” énekkart 1905-ben alapították.
2004-ben bibliai-régészeti kiállítás nyílt a ferences kolostorban. Állandó kiállításán számos, a bibliai tájakról származó lelet látható a történelem előtti időktől a török korig. A tárgyak többsége a mindennapi élettel kapcsolatos. A kiállításon a Biblia számos kiadása is megtekinthető a legrégibb kéziratok másolataitól az első horvát fordítású Bibliákig.
Cserneken tartják találkozóikat Szlavónia és Baranya fiatal költői.

## Oktatás
A helyi oktatás kezdetei a 18. századig nyúlnak vissza, amikor a kolostorban a ferencesek latin nyelvű iskolát működtettek, ahol a jövő papjait képezték. 1741-ben itt tanult a horvát író M.A. Relković is. Az első népiskola 1859-ben nyílt meg a településen. Ma a „Matija Gubec” alapiskola működik itt, melynek több területi iskolája is van a környező településeken.

## Sport
- NK Mladost Cernik labdarúgócsapat, mely a horvát labdarúgó bajnokság harmadosztályának (Treća HNL) keleti divíziójában játszik. 1948-ban alapították.

## Egyesületek
- Az önkéntes tűzoltóegyletet 1885-ben alapították.
- A „Seljačka sloga” művelődési és jószolgálati egyesületet 1925-ben alapították.

## Fordítás
Ez a szócikk részben vagy egészben a Cernik című horvát Wikipédia-szócikk ezen változatának fordításán alapul.  Az eredeti cikk szerkesztőit annak laptörténete sorolja fel. Ez a jelzés csupán a megfogalmazás eredetét és a szerzői jogokat jelzi, nem szolgál a cikkben szereplő információk forrásmegjelöléseként.